# Zbohom, Slovensko!
Zbohom, Slovensko! è un programma televisivo slovacco, andato in onda su TV JOJ nel 2013 e 2014.

## Il programma
Ciascuna puntata ha come protagonista un personaggio che racconta la sua storia, in particolare la decisione di trasferirsi fuori dalla Slovacchia, da qui il titolo Zbohom, Slovensko! (traduzione in italiano Addio, Slovacchia!). Andrea Lehotská è stata protagonista sia in Zbohom, Slovensko! 1 nel 2013, che in Zbohom, Slovensko! 2 nel 2014.